# Оливковоспинная граллярия
Оливковоспинная граллярия (лат. Grallaria bangsi) — вид птиц из семейства гралляриевых (Grallariidae), эндемик Колумбии. Видовое название дано в честь американского зоолога Аутрама Бэнгса (1863—1932).

## Внешний вид
Оливковоспинные граллярии достигают в длину 18 см. Птица сверху бурая (в определителе «Птицы Высоких Анд» цвет назван оливковым), уздечки и круги вокруг глаз белые. Нижняя часть тела пёстрая бело-коричневая, за исключением охристо-жёлтого горла. По бокам оперение буроватое с белыми отметинами, покровные перья с нижней стороны крыла коричного цвета. Несмотря на неяркую внешность, оливковоспинную граллярию трудно перепутать в естественной среде её обитания, так как это практически единственный вид граллярий в данной местности. Только на меньших высотах её ареал пересекается с ареалом внешне очень отличной желтогорлой питтовидной муравьеловкой.
Крик — частый, громкий, однотонный, передаётся в английской транскрипции как bob white.

## Ареал и образ жизни
Оливковоспинная граллярия — эндемик северной Колумбии, населяющий небольшую территорию в горах Сьерра-Невада-де-Санта-Марта, на границе департаментов Сесар, Магдалена и Гуахира. Ареал оливковоспинной граллярии представляет собой группу не соединённых между собой участков и сокращается в результате вырубки леса и нелегальных сельскохозяйственных работ. Хотя численность представителей вида точно неизвестна (ориентировочно от 2500 до 10 000 половозрелых особей), в Международной Красной книге ему присвоен статус уязвимого.
Среда обитания оливковоспинной граллярии — влажные горные (туманные) леса на высотах от 1200 до 2400 метров, вид наиболее распространён в районе высоты 1600 метров. Большую часть жизни оливковоспинные граллярии проводят на земле, изредка взлетая на толстые нижние ветви деревьев. Птица менее осторожна, чем другие её сородичи, и её легче наблюдать в естественных условиях.

## Экологическая ситуация
Привычная среда обитания оливковоспинной граллярии сокращается в результате деятельности человека. Леса Сьерра-Невада-де-Санта-Марта вырубаются и выжигаются, в особенности в юго-восточной части хребта, а на южных склонах идёт нелегальное освоение земель под сельское хозяйство и плантации марихуаны. Ориентировочно нетронутыми сохранились лишь 15 % лесов в этом регионе, а оливковоспинная граллярия потеряла более 50 % первоначальной территории распространения. 
В условиях вероятного сокращения популяции оливковоспинной граллярии предпринимаются усилия по её сохранению на территории национального парка Сьерра-Невада-де-Санта-Марта.